# Spencer Dunn
Spencer Dunn (* 25. November 1969 in Stourbridge, West Midlands) ist ein ehemaliger englischer Snookerspieler, der zwischen 1992 und 1995 Profispieler auf der Snooker Main Tour war. Auch wenn er nur bis auf Platz 145 der Snookerweltrangliste vorstieß, erhielt er dennoch viel Aufmerksamkeit, als er sich für die Hauptrunde der Snookerweltmeisterschaft 1993 im Crucible Theatre qualifizierte.

## Karriere
Dunn spielte zunächst als Amateur in einer lokalen Liga in seiner Heimat Stourbridge und arbeitete als Postbote. 1992 wurde er Profispieler, als die Profitour für alle interessierten Spieler gegen ein gewisses Startgeld offenstand. In seiner Debütsaison hatte Dunn wie viele andere Spieler jener Zeit mit den großen Teilnehmerfeldern der Profiturniere zu kämpfen, wodurch man durch etliche Qualifikationsrunden musste, um die rentablen Hauptrunden der Turniere zu erreichen. Dunn konnte bei vielen Turnieren einige Spiele gewinnen, musste sich aber letztlich meist doch in der Qualifikation geschlagen geben. Immerhin konnte er beim Pontins Autumn Professional bis unter die letzten 32 Spieler kommen, allerdings war das Turnier vergleichsweise unwichtig. Dunn erhielt in dieser Zeit finanzielle Hilfen durch den Prince’s Youth Business Trust des Prince of Wales, wurde daneben aber auch zusätzlich von seiner Familie unterstützt. Im Spätsommer 1992 gab er die WM-Qualifikation als sein wichtigstes Ziel aus.
Nur wenig später gelang es Dunn tatsächlich, in der Qualifikation für die Snookerweltmeisterschaft alle elf notwendigen Spiele zu gewinnen, um sich für die prestigeträchtige WM-Hauptrunde im Crucible Theatre zu qualifizieren. David Hendon bezeichnete das 2011 als „Rekord“ für die höchste Anzahl von gespielten WM-Qualifikationsspielen bei einer erfolgreichen Qualifikation für die WM-Hauptrunde. Das entscheidende Qualifikationsspiel konnte er dabei geradeso mit 10:9 gegen Mark Bennett gewinnen. Letztlich galt Dunns Qualifikation neben der von Shaun Mellish und John Giles als Überraschung. In der zum Saisonende ausgetragenen WM-Hauptrunde selbst verlor er mit 4:10 sein Auftaktspiel gegen Nigel Bond. Letztlich stieg er durch diesen großen Erfolg auf Platz 173 der Snookerweltrangliste ein, wobei die übrigen Qualifikationsniederlagen eine höhere Platzierung verhinderten. Die folgenden beiden Spielzeiten verliefen nach der WM-Überraschung weitgehend erfolglos, eine Teilnahme an der Runde der letzten 96 bei der UK Championship war sein bestes Ergebnis. Zuvor hatte er bei diesem Turnier John Virgo besiegt, der direkt danach seine Karriere beendete. Auf der Weltrangliste konnte sich Dunn noch auf Platz 145 verbessern, bevor er 1995 seine Karriere beendete.